# حزب تيلوغو ديسام

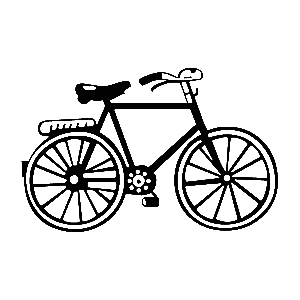

Telugu Desam Party هوحزب سياسي في الهند.
تأسس الحزب في عام 1982 بواسطة N.T. Rama Rao.
قائد الحزب هو N. Chandrababu Naidu.
المنظمة الشبابية للحزب هي Telugu Yuvatha.
في الانتخابات البرلمانية لعام 2004 حصل الحزب على 11 844 811 صوت (3.0%, 5 مقعد).

## مواقع خارجية
- TDP